# Georg Adolf Erman
Georg Adolf Erman (Berlín, 12 de mayo de 1806-ib., 12 de julio de 1877) fue un físico, geólogo y naturalista alemán, hijo de Paul Erman.

## Biografía
Nacido en Berlín, y tras estudiar ciencias naturales en Berlín y Königsberg, viajó alrededor del mundo entre 1828 y 1830. Su experiencia fue relatada en Reise um die Erde durch Nordasien und die beiden Ozeane (1833-1848). Las observaciones que realizó durante su viaje fueron utilizadas por Carl Friedrich Gauss en su teoría del magnetismo terrestre. Trabajó como profesor de física en Berlín desde 1839.
Entre 1841 y 1865 editó Archiv für wissenschaftliche Kunde von Russland, y en 1874 publicó, junto a H. J. R. Petersen, Die Grundlagen der Gauss'schen Theorie und die Erscheinungen des Erdmagnetismus im Jahr 1829.
Fue el padre de Johann Peter Adolf Erman, egiptólogo.

## Obra
- Reise um die Erde durch Nordasien und die beiden Oceane. Historische Abteilung, 3 vols. Berlín 1833–1848, Departamento Científico, 2 vols. Berlín 1835–1841 (digitalizado (enlace roto disponible en Internet Archive; véase el historial, la primera versión y la última).)

- editor: Archiv für wissenschaftliche Kunde von Russland. 25 vols. Berlín 1841–1867 (digitalizado (enlace roto disponible en Internet Archive; véase el historial, la primera versión y la última).)

- Die Grundlagen der Gaußischen Theorie und die Erscheinungen des Erdmagnetismus im Jahr 1829. Berlín 1874
- La abreviatura «Erman» se emplea para indicar a Georg Adolf Erman como autoridad en la descripción y clasificación científica de los vegetales.[1]